# Murhianjärvi
Murhianjärvi eller Murhiajärvi är en sjö i Finland. Den ligger i kommunen Sievi i landskapet Norra Österbotten, i den centrala delen av landet, 400 km norr om huvudstaden Helsingfors. Murhiajärvi ligger 80,7 meter över havet. I omgivningarna runt Murhianjärvi växer i huvudsak blandskog. Arean är 13,9 hektar och strandlinjen är 2,25 kilometer lång. Sjön  ingår i Kalajoki älvs huvudavrinningsområde. 